# ویلیام فیلیپس (اقتصاددان)
آلبان ویلیام هاوزگو «ای. دبلیو.» «بیل» فیلیپس (Alban William Housego "A. W." "Bill" Phillips) MBE‏ (۱۸ نوامبر ۱۹۱۴ – ۴ مارس ۱۹۷۵)،‏ اقتصاددان نیوزیلندی بود که بیشتر زندگی حرفه‌ای دانشگاهی‌اش را به عنوان استاد اقتصاد در مدرسه اقتصاد لندن (LSE) سپری کرد. معروف‌ترین نقش او در اقتصاد منحنی فیلیپس است که برای اولین‌بار در سال ۱۹۵۸ میلادی آن را توصیف کرد. او همچنین کامپیوتر هیدرولیکی اقتصادی MONIAC را در سال ۱۹۴۹ میلادی طراحی کرده و ساخت.

## اوان زندگی
فیلیپس در تی ریهونگا نزدیک دانیویرکه، زیلاند جدید، به هارولد هاوزگو فیلیپس، یک دهقان لبنیات و خانمش، ادیث ویبر، معلم مدرسه و رئیسه پُسته خانه، متولد شد.
او قبل از تکمیل تحصیلات، زیلاند جدید را ترک کرده و در استرالیا در شغل‌های مختلفی از جمله شکارچی تمساح و مدیر سینما کار کرد. فیلیپس در سال ۱۹۳۷ میلادی به چین رفت، اما زمانی که ژاپن به چین حمله‌ور شد، مجبور شد به روسیه فرار کند. او از طریق راه‌آهن سراسری سیبری در امتداد روسیه سفر کرده و در سال ۱۹۳۸میلادی به انگلستان رفت، جاییکه مهندسی برق را خواند. در اوج جنگ جهانی دوم، فیلیپس به قوای هوایی پادشاهی ملحق شد و به سنگاپور اعزام گردید. زمانی که سنگاپور سقوط کرد، او با یک کشتی جنگی Empire State که قبل از رسیدن امن به جاوه مورد حمله قرار گرفت، فرار نمود.
زمانی که جاوا، نیز، مورد تاخت و تاز قرار گرفت، فیلیپس توسط ژاپنی‌ها دستگیر شده و سه و نیم سال را در یک کمپ زندانیان جنگ که بعدها هند شرقی هلندی (اندونزی کنونی) نامیده می‌شد، سپری کرد. در جریان این مدت او زبان چینی را از سایر زندانیان آموخت، یک رادیوی مخفی را ترمیم کرده و مینیاتور آن را ساخت و یک آبگرمکن سری برای چای ساخت که آن را در سیستم روشنایی کمپ وصل کرده بود. در سال ۱۹۴۶ میلادی او به دلیل خدمات جنگی‌اش، عضوی از نشان امپراتوری بریتانیا (MBE) شد.
پس از جنگ، از آنجاییکه از توانایی نظم‌دهی زندانیان متحیر شده بود، به لندن رفته و به تحصیل جامعه‌شناسی در مدرسه اقتصاد لندن پرداخت. اما از جامعه‌شناسی خسته شد و به نظریهٔ کینزی علاقه‌مند شد، بنابراین رشته‌اش را به اقتصاد تغییر داد و در ظرف ۱۱ سال استاد اقتصاد شد.

## حرفهٔ اقتصادی

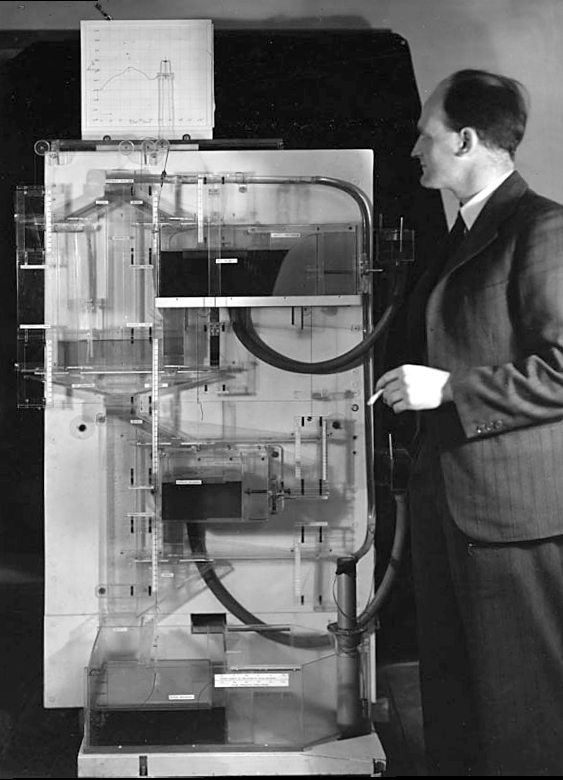
فیلیپس با کامپیوتر MONIAC

زمانی که LSE فیلیپس یک محصل بود، از آموزش‌های مهندسی‌اش برای ساختن MONIAC، یک کامپیوتر آنالوگ به کار برد که با استفاده از هایدرولیک کارکرد اقتصاد بریتانیا را مدل‌سازی می‌کرد و اصطلاح اقتصاد ماکروی هایدرولیک از آن انگیزه گرفته‌است. این کامپیوتر به خوبی پذیرای شد و فیلیپس به زودی یک سمت تدریسی در LSE دریافت کرد. او از یک معاون استاد در سال ۱۹۵۱ میلادی به استاد در سال ۱۹۵۸ ارتقا کرد.
کارهای او بر اطلاعات بریتانیا متمرکز بود و مشاهده کرد که در سال‌هایی که نرخ عدم اشتغال بالا بود، دستمزدها ثبات داشت، یا احتمالاً سقوط می‌کرد. از سوی دیگر، زمانی که عدم اشتغال کم بود، دستمزدها سریعاً افزایش یافت. این نوع الگو قبلاً توسط اروینگ فیشر مشاهده شده بود اما در سال ۱۹۵۸ میلادی فیلیپس کار خودش را بر رابطه میان تورم و عدم اشتغال منتشر کرد که توسط منحنی فیلیپس نشان داده می‌شود. به زودی پس از چاپ مقاله فیلیپس، این ایده که میان اقتصاد قوی و تورم پایین انتخابی وجود دارد، تصور اقتصاددانان علمی و سیاست‌سازان را به‌خود جلب نمود. پال سامولسن و رابرت سولو مقاله تأثیرگذاری نوشتند که احتمالات پیشنهاد شده توسط منحنی فیلیپس در شرایط ایالات متحده را توصیف می‌کرد. از آنجاییکه منجنی فیلیپس به مرور زمان تغییرات چشم‌گیری داشته و طرز فکر مردم تغییر کرده اما این منحنی یک ویژگی مهم تجزیه و تحلیل اقتصاد ماکرو در نوسانات اقتصادی است. اگر فیلیپس زندگی طویل‌تر می‌داشت، نقش او ظرفیت برنده شدن جایزه نوبل در اقتصاد را داشت. او نقش‌های قابل ملاحظه زیاد دیگر نیز در اقتصاد، مخصوصاً مرتبط با سیاست باثبات سازی، داشته‌است.
او در سال ۱۹۶۷ میلادی برای سمتی در دانشگاه ملی استرالیا به استرالیا بازگشت که او را قادر ساخت تا نیمی از وقتش را به مطالعات چین تخصیص دهد. در سال ۱۹۶۹ میلادی تأثیرات محرومیت حین جنگ و سگرت با او دست و گریبان شدند. دچار حمله‌ای قلبی شده و باعث شد قبل از موعد بازنشسته شود و به آوکلند، زیلاند جدید، جاییکه او در دانشگاه آوکلند تدریس می‌کرد، بازگشت نمود. او در ۴ مارس ۱۹۷۵ در آوکلند درگذشت.